# John Bukovsky
John Bukovsky, né le 18 janvier 1924 à Cerová et mort le 18 décembre 2010 à Techny dans l'Illinois, est un prélat catholique américain d'origine slovaque.

## Biographie
Bukovsky naît le 18 janvier 1924 à Cerová en Tchécoslovaquie de Katerina et Martin Bukovsky, il est le quatrième d'une famille de six enfants. En 1939, il rentre au séminaire verbite de Nitra et en sort en 1947. À cette date, il part à Chicago compléter sa formation. Un an plus tard, il est rappelé par le gouvernement socialiste tchécoslovaque mais décide de demeurer aux États-Unis avec le statut d'immigré légal. En décembre 1950, il est ordonné prêtre à la Chapelle du Saint-Esprit de Techny avant d'être naturalisé américain. En 1952, il est diplômé  de théologie à l'université catholique d'Amérique. Par la suite, il enseigne à l'université Saint Mary of the Lake (en) et continue ses études en parallèle entre l'institut oriental de Chicago et l'institut biblique pontifical de Rome. Il en sort diplômé en 1966.
Dans les années 1970, il intègre le secrétairerie d'État. Il travail dans les relations internationales en Europe de l'Est durant plusieurs années avant d'être nommé en 1990 archevêque titulaire de Tabalta (en) et nonce apostolique en Roumanie. En 1994, il est nommé nonce apostolique en Russie jusqu'en 2000, année où il prend sa retraite. Il vit jusqu'en 2005 non loin de Vienne avant de s'installer à Techny dans l'Illinois. Il y meurt en décembre 2010.

## Ouvrages
- (sk) Spomienky spoločníka, Nitra, Spoločnosť krásneho slova, 2006 (ISBN 8085223767)
- (it) Chiesa del martirio, chiesa della diplomazia : Memorie tra Cecoslovacchia e Vaticano, Bologne, Chiesa del martirio, chiesa della diplomazia, 2009 (ISBN 978-8810140499)